# Municipio de Centerville (Míchigan)
El municipio de Centerville (en inglés: Centerville Township) es un municipio ubicado en el condado de Leelanau en el estado estadounidense de Míchigan. En el año 2010 tenía una población de 1274 habitantes y una densidad poblacional de 16,17 personas por km².

## Geografía
El municipio de Centerville se encuentra ubicado en las coordenadas 44°54′42″N 85°45′50″O / 44.91167, -85.76389. Según la Oficina del Censo de los Estados Unidos, el municipio tiene una superficie total de 78.8 km², de la cual 71,74 km² corresponden a tierra firme y (8,95 %) 7,06 km² es agua.

## Demografía
Según el censo de 2010, había 1274 personas residiendo en el municipio de Centerville. La densidad de población era de 16,17 hab./km². De los 1274 habitantes, el municipio de Centerville estaba compuesto por el 96,86 % blancos, el 0,16 % eran afroamericanos, el 0,78 % eran amerindios, el 0,39 % eran asiáticos, el 0,55 % eran de otras razas y el 1,26 % eran de una mezcla de razas. Del total de la población el 2,51 % eran hispanos o latinos de cualquier raza.